# Terra (DC Comics)
Terra é o nome usado por uma personagem de história em quadrinhos  publicada pela DC Comics. A primeira Terra foi criada por  Marv Wolfman e George Pérez, e estreou em New Teen Titans vol. 1 #26.
A segunda Terra estreou em New Titans #79, e foi criada por Marv Wolfman e Tom Grummett.
A terceira Terra estreou em  Supergirl #12, e foi criada por Jimmy Palmiotti, Justin Gray, e Amanda Conner.

## Histórias Publicadas
A personagem foi criada com tempo de vida pré-definido, segundo o co-criador dela desde começo ela foi feita para ser usada como traidora.
Uma nova Terra aparece em  Supergirl #12  e também é lançada Terra mini-série que foi escrita por Jimmy Palmiotti e Justin Gray, com ilustrações por Amanda Conner. A nova Terra teve uma breve aparição em Teen Titans #52 à #54 na história "The Titans of Tomorrow...Today!" uma história com participação mais atuante veio na mini-série Terror Titans.

## Tara Markov

### Biografia Ficcional da Personagem
Tara Markov, é meia-irmã do Geoforça, Brion Markov, é uma filha ilegitima do rei da Markovia. Ainda na Markovia, sob os cuidados da  Dra. Helga Jace, foi submetida a experimentos nos quais Terra obtêm os poderes de manipular a terra. Após ganhar os poderes, ela sai da Markovia e vai pra os EUA.
Ao contrário de seu irmão heróico, Geoforça, Terra tinha problemas psicológicos. Como resultado disso, Terra se tornou uma mercenária, fazendo o trabalho sujo para o Exterminador (com quem teve um romance, apesar de ter apenas 15 anos). Ela entrou nos Novos Titãs, enganando-os e encenando uma batalha contra o Exterminador. Na verdade ela estava operando como espiã do Exterminador, eventualmente passando informações para ele, mas Terra apaixonou se por Mutano dificultando o plano do Exterminador.
Quando os Titãs foram capturados e levados para uma fortaleza do Exterminador, Jericó, filho do Exterminador, invade o complexo para tentar recuperar o grupo, mas acaba capturado.  Quando apresentado ao Exterminador e a organização em geral, Jericó possui o pai na frente dos Titãs e ataca os vilões. Não sabendo dos poderes de Jericó, Terra acha que o Exterminador se virou contra ela. Ao tentar retaliar o ataque do Exterminador ela faz com que toda a fortaleza caia sobre si mesma. Apesar de sua traição uma estátua dela foi colocada no memorial da Torre Titã. Sua traição nunca foi à público, sendo dito ao seu irmão apenas que ela morreu na batalha. Na sequência Batman revelou a verdade a Brion em Batman e os Renegados, propondo a Brion que mude seu uniforme para verde e dourado por considerar o original marrom e verde parecido com a da sua irmã.
Em UDC: Último Desejo e Testamento, o Exterminador toma crédito da insanidade de Tara alegando que usou nela o mesmo soro que usou em Cassandra Cain e Rose Wilson, falando para Geoforça que o "problema com Tara foi que esperamos muito tempo. Até lá a insanidade estava muito má e ela tentaria matar-nos todos."  Isso contradiz o que foi dito a respeito da insanidade de Tara em o O Contrato de Judas, em que ele nega veemente a culpa na loucura dela.
Em 2008 na mini-série Terra foi explicado que a insanidade de Tara veio de elemento chamado "quixium" que veio de Strata , o mundo da Terra III, o elemento foi usado por cientista Markovianos para darem os poderes a Terra I .

## Tara Markov doppelgänger
Terra II foi introduzida como nova garota do século 21 que foi exposta ao DNA designado para transformar ela na doppelgänger Terra original. Com parte dos Titãs, Terra volta a 1992 para parar o nascimento do filho de Donna Troy, que no futuro iria ser "Lord Chaos". 
Terra II tem uma atração mútua por Mutano. Infelizmente Mutano era hostil com Terra II devido a Terra I o ter usado.

## Poderes
Terra possui fortes poderes elementares, podendo controlar e manipular tudo o que está naturalmente conectado ao elemento terra. Sua conexão com o elemento terra é diretamente com as placas tectônicas do planeta, sendo ela capaz de alterar a paisagem ao seu redor, causar terremotos, fissuras e mover mentalmente elementos geosinéticos, como rochas e etc. 

## Aparições em outras mídias
- Terra participou de alguns episódios no desenho animado Os Jovens Titãs, (dublada por Ashley Johnson na versão original) num visual completamente diferente que o seu visual nos quadrinhos. No desenho, o herói Mutano é apaixonado por ela, a heroína Estelar é sua melhor amiga, porém Ravena desconfia de que há algo de errado com ela. No desenho, ela tem dificuldade para controlar seus poderes, questão que aparentemente a leva seguir Slade, que já sabia do seu problema. Como nos quadrinhos, ela tenta trair o grupo a mando de Slade, mas o bom senso acabou falando mais alto e tenta salvar seus amigos, sendo que no fim ela acaba transformada em uma estátua, porém os Titãs juram que acharão um meio de trazê-la de volta.
- Christina Ricci dubla a personagem na animação Jovens Titãs: O Contrato de Judas